# Jennifer Botterill
Jennifer Botterill, född 1 maj 1979 i Ottawa, Ontario, är en före detta kanadensisk ishockeyspelare, som bland annat vunnit fem världsmästerskap och tagit tre VM-silver. Hennes sista match var Clarkson Cup-finalen 2011. 
Hon är syster till den före detta ishockeyspelaren Jason Botterill som spelade i National Hockey League (NHL) mellan 1997 och 2004.

## Spelarkarriär

### Internationellt
Vid de Olympiska vinterspelen 1998 i Nagano var hon med och tog silver med det kanadensiska laget. Hon var då yngst i laget. Vid de Olympiska vinterspelen 2002, 2006 och 2010 deltog hon i Kanadas guldlag som forward. Den 14 mars 2011 gick hon ut med att hon skulle sluta med ishockey.

#### Världsmästerskapen
- Världsmästare: 1999, 2000, 2001, 2004, 2007

- VM-silvermedaljör: 2005, 2008, 2009

## Utmärkelser
- Angela James Bowl, 2007–08
- CWHL Top Forward, 2007–08
- CWHL First All-Star Team, 2008–09
- CWHL Central All-Stars, 2007–08